# Isaac Gálvez

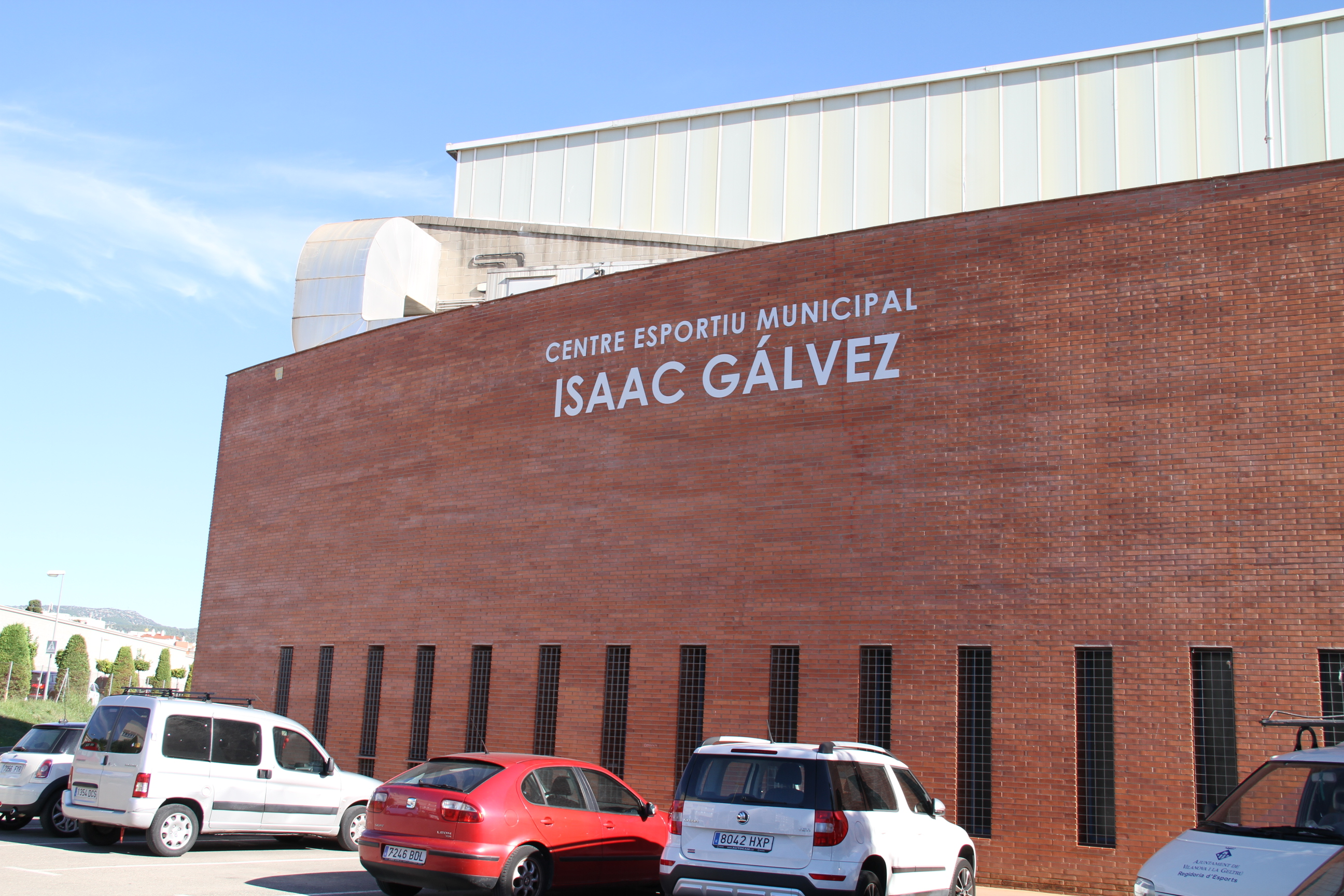
Das Centre Esportiu Municipal Isaac Gálvez in Vilanova i la Geltrú

Isaac Gálvez López (* 20. Mai 1975 in Vilanova i la Geltrú; † 26. November 2006 in Gent) war ein spanischer Radrennfahrer.

## Sportlicher Werdegang
Noch vor Beginn seiner Profilaufbahn gewann Gálvez zusammen mit Joan Llaneras 1999 den Weltmeistertitel im Zweier-Mannschaftsfahren auf der Bahn. In den zwei Folgejahren errangen die beiden Fahrer jeweils die Silbermedaille, 2006 wurden sie nochmals Weltmeister. Im Jahr 2000 startete er bei den Olympischen Spielen und belegte gemeinsam mit Llaneras Platz 13; in der Mannschaftsverfolgung landete er mit dem spanischen Team auf Platz 12.
In seinem ersten Profijahr 2000 bei Kelme-Costa Blanca gewann er die Clásica de Almería. Besonders erfolgreich schnitt er bei der Mallorca Challenge ab: Von 2002 bis 2006 gewann er sechs der Eintagesrennen. 2004 wechselte er zu Illes Balears. In seiner neuen Mannschaft gewann er Etappen bei der Katalanischen Woche, der Katalonien-Rundfahrt und des Critérium International.
Isaac Gálvez López starb nach einem Sturz am 26. November 2006 beim Sechstagerennen von Gent, nachdem er mit dem belgischen Fahrer Dimitri De Fauw kollidiert war. Gálvez stürzte in eine Bande, verlor das Bewusstsein und brach sich das Genick. Zusätzlich durchbohrte eine Rippe sein Herz, weshalb er auf dem Weg ins Krankenhaus innerlich verblutete. Er wurde 31 Jahre alt und hatte einen Monat zuvor geheiratet.
Nach dem Tod von Gálvez litt De Fauw unter Depressionen und nahm sich am 6. November 2009 das Leben.

## Ehrungen
Der städtische Sportkomplex von Galvez' Geburtsort in Vilanova i la Geltrú, in dem unter anderem internationale Hockeypartien ausgetragen werden, wurde 2015 in Centre Esportiu Municipal Isaac Gálvez umbenannt, zudem wurde er posthum zum Ehrenbürger der Stadt ernannt. Ab 2011 wurde in Vilanova das Gran Clàssica Isaac Gálvez ausgetragen.

## Erfolge

### Bahn
1999
- Weltmeister – Zweier-Mannschaftsfahren (mit Joan Llaneras)

2000
- Weltmeister – Zweier-Mannschaftsfahren (mit Joan Llaneras)
- Sechstagerennen von Grenoble (mit Joan Llaneras)

2001
- Weltmeister – Zweier-Mannschaftsfahren (mit Joan Llaneras)

2006
- Weltmeister – Zweier-Mannschaftsfahren (mit Joan Llaneras)

### Straße
2000
- Clásica de Almería

2001
- eine Etappe Volta ao Alentejo
- eine Etappe GP Rota do Marques

2002
- Trofeo Mallorca
- Trofeo de Palma

2003
- Trofeo Mallorca
- Trofeo Alcudia

2004
- eine Etappe Katalonien-Rundfahrt
- eine Etappe Setmana Catalana

2005
- eine Etappe Critérium International

2006
- Trofeo Mallorca
- Trofeo Alcudia

## Grand Tour-Platzierungen
| Grand Tour            | 2002 | 2003 | 2004 | 2005 | 2006 |
| --------------------- | ---- | ---- | ---- | ---- | ---- |
| Giro d’ItaliaGiro     | 121  | DNF  | –    | 131  | –    |
| Tour de FranceTour    | –    | –    | –    | DNF  | DNF  |
| Vuelta a EspañaVuelta | –    | –    | –    | –    | –    |